# Gajusz Grakchus

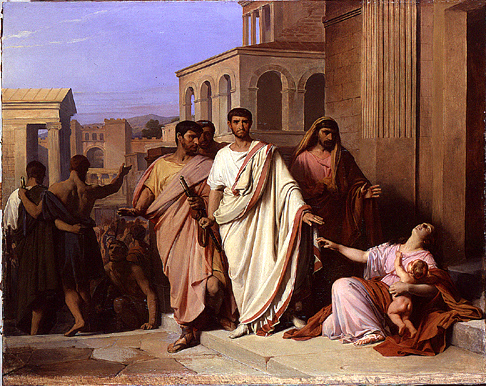
Gajusz Grakchus wezwany przez senat, obraz Pierre-Nicolasa Brisseta z 1840 roku

Gaius Sempronius Gracchus (ok. 152 p.n.e. - 121 p.n.e.), syn Tyberiusza Semproniusza Grakchusa i Kornelii Afrykańskiej Młodszej (córki Scypiona Afrykańskiego Starszego). Był młodszym bratem Tyberiusza Grakchusa. Jego siostra Sempronia była żoną Scypiona Afrykańskiego Młodszego.
W roku 123 p.n.e. został trybunem ludowym, należał do popularów. Pozyskał biedną ludność miejską (plebs) ustawą umożliwiającą zakup zboża po niskiej cenie (6,5 asa za modius), oddał w ręce ekwitów sprawy sądowe o nadużycia finansowe w prowincjach. W roku 121 p.n.e. kazał się zabić swojemu zaufanemu niewolnikowi, nie chcąc wpaść w ręce optymatów - przeciwników jego kolejnego pomysłu - rozszerzenia grona obywateli rzymskich przez nadanie tego tytułu sprzymierzeńcom italskim (socii). Przeciwni wobec tego projektu byli sami proletariusze posiadający obywatelstwo rzymskie, ponieważ zwiększyłoby to liczbę beneficjentów ustawy lex frumentaria.
Gajusz Grakchus jest bohaterem tragedii Jamesa Sheridana Knowlesa z 1823 i Louisy S. Cheves McCord z 1851.